# Југослав Ћосић
Југослав Ћосић (Лозница, 14. октобар 1960) јесте српски новинар и телевизијски водитељ. Специјализован је за истраживачко новинарство, интервјуе и анализу друштвено-политичких тема у Србији. Тренутно ради као водитељ на телевизији Инсајдер, на којој има ауторску емисију Интервју.

## Рани живот и каријера
Југослав Ћосић је новинарску каријеру започео као студент на радио програму Indeks 202, где је био аутор емисија у склопу Радио позоришта. 
Из студентског радија прешао је на 2. програм Радио-Београда, на ком је водио и уређивао информативну емисију Нико као ја, а потом и Зелени Мегахерц. Био је последњи водитељ ове емисије, која је емитована у сарадњи са 2. програмом Радио-Загреба.
Од 1991. до 1998. боравио је у Аустралији и радио за MCRA Radio 2000 у Сиднеју, а затим као уредник и водитељ на телевизији Политика.
Од 1999. године извештавао је са Косова за Радио Слободна Европа током и после НАТО бомбардовања Србије. Након тога придружио се Б92, где је био аутор и водитељ више емисија, пре него што је 2017. запослен на регионалном каналу N1 као уредник и од 2025. директор програма за Србију.
Тренутно води ауторску емисију „Интервју” на телевизији Инсајдер, где разговара са јавним личностима о друштвено-политичким темама.

## Награде и признања
- Добитник је награде „Milan Pantić” за новинарску храброст, коју додељује компанија Novosti у знак сећања на убјеног дописника Милана Пантића.[5]
- Добио је награду „Laza Kostić” за најбољи интервју коју уручује Удружење новинара Србије за рад у емисији „Presing” на N1 телевизији (2016).